# 5731 Zeus
Az 5731 Zeus (ideiglenes jelöléssel 1988 VP4) egy földközeli kisbolygó. Carolyn Shoemaker,  Eugene Merle Shoemaker fedezte fel 1988. november 4-én.